# Fericirea mea
Fericirea mea (în rusă Счастье моё) este un film dramatic din 2010, debutul regizoral al lui Serhii Loznîțea. Este o coproducție internațională între companii din Germania, Țările de Jos și Ucraina, în limba rusă. Are loc în regiunile de vest ale Rusiei, undeva lângă Smolensk. Fericirea mea a fost primul film ucrainean care a concurat vreodată pentru Palme d'Or. La Festivalul Internațional de Film de la Erevan din iulie 2010 a primit premiul Caisa de argint pentru cel mai bun film de lungmetraj în competiția internațională.
Filmul, care începe cu un om mort într-un șanț de ciment, spune povestea unui camionagiu pe nume Georgi, care cară făină pe drumurile proaste ale patriei sale malefice, dar care nu se mai întoarce niciodată acasă la soția sa. O temă a filmului o reprezintă paralela scenelor istorice cu cele din viața de zi cu zi, marcate de conflicte fratricide militare.
Împreună cu filmul În ceață (din 2012), a fost proiectat în mai 2013 la Sala Union (Paul Călinescu) din București a Arhivei Naționale de Filme.
Este pe locul 22 în lista celor mai bune 100 de filme din istoria cinematografiei ucrainene (într-o evaluare realizată în iunie 2021 de Centrul Național Oleksandr Dovjenko).

## Rezumat
Este vară, iar tânărul șofer Georgi își ia camioneta într-o călătorie într-un alt oraș, cu o încărcătură de făină. Este oprit la un post de control de poliția rutieră de doi polițiști grosolan și corupți. În timp ce aceștia flirtează cu o femeie pe care au oprit-o mai devreme, Georgi reușește să-i ia actele și să plece neobservat. Acolo ia un autostopist, un bătrân care îi spune o poveste tulburătoare: la scurt timp după cel de-Al Doilea Război Mondial, în timp ce se întorcea acasă de pe front, un ofițer militar corupt l-a jefuit amenințându-l cu arestarea dacă nu se conforma. Ulterior, l-a împușcat pe ofițer ca să se răzbune. Mai târziu, când Georgi își parchează camioneta și iese pentru scurt timp, bătrânul a dispărut.
Mai târziu, Georgi întâlnește o prostituată minoră. I se face milă de fată și îi dă niște bani și mâncare, dar ea este jignită de caritatea lui, îl insultă și pleacă.
Apoi, Georgi se pierde în noapte și decide să doarmă pe câmp până în zori. Trei localnici se apropie și încearcă să-i fure din camion, doar pentru a fi opriți de Georgi. Îi distrag atenția cu o conversație neutră, spunându-i că unul dintre prietenii lor este mut pentru că cineva și-a ucis tatăl în fața lui când era copil. Deodată, un bărbat îl lovește pe Georgi în cap cu un buștean și își pierde cunoștința.
Scena se schimbă în perioada celui de-al Doilea Război Mondial. La începutul războiului, doi soldați sovietici dintr-o unitate învinsă își croiesc cu atenție drumul prin ținutul ocupat din spatele frontului german. Ei ajung într-o casă singuratică în care un profesor văduv locuiește cu fiul său tânăr. Profesorul este amabil cu soldații și le oferă hrana și adăpostul atât de necesare. Cu toate acestea, soldații consideră pacifismul și indiferența lui față de invadatorii germani ca fiind o trădare, așa că îl ucid, jefuiesc casa și își continuă drumul, lăsând copilul în voia sa.
Scena revine în prezent. A trecut ceva timp. Este iarnă, iar Georgi locuiește în aceeași casă care a fost cândva a profesorului. Lovitura în cap l-a lăsat slăbit și mut. Umblă cu barbă, dărăpănat, cu o privire goală. Femeia care locuiește în casă îl tratează ca sclav sexual în timp ce îi vinde făina pe piața locală. Un polițist se apropie și îi spune că Georgi și camioneta sa sunt căutați, așa că ar fi bine să scape de amândoi. Georgi este apoi bătut de localnici și reținut de poliție, pentru a fi eliberat în noaptea următoare, când un alt deținut îl provoacă pe un gardian singuratic la luptă, îl bate până îl lasă inconștient și deschide celulele.
Femeia vinde camioneta lui Georgi și pleacă, abandonându-l în satul înzăpezit. Fără adăpost, rătăcește alungat de localnici, până când se prăbușește de epuizare. Este găsit și luat de bătrânul pe care la luat mai devreme cu camioneta.
O dubă militară apare în sat, cu doi militari însărcinați să predea trupul unui soldat decedat la locul său de naștere. Sarcina lor nu este ușoară deoarece unul dintre ei, un ofițer, suferă de delirium tremens. Incapabili să găsească rudele soldatului decedat, decid să mituiască niște oameni la întâmplare ca să semneze actele și să le lase cadavrul. Se apropie de bătrân, care la început este suspicios, dar în cele din urmă este de acord. Cu toate acestea, la scurt timp după aceea, Georgi iese din casă doar pentru a-l găsi pe bătrân mort. Se sugerează că este posibil să fi fost ucis de ofițer, care în iluzia sa alcoolică l-a confundat cu altcineva.
Georgi ia pistolul bătrânului și iese în șosea, de unde este luat de un șofer de camion foarte vorbăreț, care discută despre importanța de a nu se amesteca în treburile altora. Între timp, pe drum, cei doi polițiști de la începutul filmului îi opresc pe un maior de poliție și pe soția acestuia. Când încep să-i scrie o amendă pentru un far ars, maiorul încearcă să-i mituiască și să-i intimideze. Când acest lucru eșuează și el se întoarce să plece, începe o luptă cu pumnii, iar maiorul este încătușat și bătut cu brutalitate. Pentru a găsi doi martori falși ai arestării sale, opresc o altă mașină, care este camionul în care se află Georgi. Îl amenință pe șofer să semneze actele, care este de acord repede, dar când se întorc către Georgi, acesta stă nemișcat în tăcere. Izbucnește o ceartă izbucnește, iar unul dintre polițiști scoate o pușcă de asalt. Georgi îl împușcă pe loc, apoi pe toți ceilalți. Încă strângând tare pistolul, iese clătinându-se în întuneric.

## Distribuție
- Viktor Nemeț – Georgi
- Olga Șuvalova – prostituată adolescentă
- Vlad Ivanov – maior din Moscova
- Dmitri Goțdiner – superintendent gară

## Producție
Filmul este o coproducție între companiile Ma.ja.de din Germania, Sota Cinema Group din Ucraina și Lemming Film din Țările de Jos. A fost filmat în Ucraina ca o condiție pentru a primi bani de la Ministerul Culturii din Ucraina, dar cea mai mare parte din bugetul de 1,5 milioane de euro a venit din Germania. Conform regizorului, au fost făcute aproximativ 140 de tăieturi în întregul film. Vlad Ivanov a fost dublat în limba rusă, deoarece el este un actor român.

## Recepție

### Mass-media rusă
A apărut o controversă în mass-media rusă în legătură cu pretinsa înclinație rusofobă a filmului. Regizorul de film Karen Șahnazarov a susținut că 	Serhii Loznîțea ar dori ca toți cei care locuiesc în Rusia să fie împușcați. Dar un alt regizor de film rus, Andrei Zviagințev, a considerat Fericirea mea cel mai bun film în limba rusă al deceniului.

### Răspuns critic
Filmul a primit recenzii pozitive din partea criticilor de film. Fericirea mea are un rating de aprobare de 90% pe site-ul web al agregatorului de recenzii Rotten Tomatoes, pe baza a 20 de recenzii și o evaluare medie de 7,10/10. Metacritic, care folosește o medie ponderată, a atribuit filmului un scor mediu de 81 din 100, pe baza a 8 critici, indicând „recunoaștere universală”.
Printre recenzorii americani, Manohla Dargis (The New York Times) a considerat că film are „suspans, (este) misterios, uneori amarnic de amuzant, în mod constant în mișcare și plin de imagini ale unei Rusii bântuite atât de fantome, cât și de morți vii”. O reclamă a filmului din Sight & Sound îl consideră „răspunsul Ucrainei la (pelicula) Eliberarea”. Village Voice (Michael Atkinson) a considerat filmul „o viziune înnebunitoare și una dintre provocările care trebuie văzute în acest an.

### Premii și nominalizări
Filmul a fost selectat pentru a concura pentru Palme d'Or la Festivalul Internațional de Film de la Cannes din 2010, din luna mai. La cel de-al 7-lea Festival Internațional de Film Caisa de Aur de la Erevan, în iulie, filmul a câștigat Premiul Special Caisa de Argint.